# Мой сексуальный список
«Мой сексуальный список» (англ. The People I've Slept With) — комедия 2009 года, снятая режиссёром Квентином Ли.

## Сюжет
Главная героиня Анджела Янг обожает секс. У неё настолько богатый опыт в плане секса, что она даже создаёт карточки с информацией о каждом из своих любовников. Но одним прекрасным утром Анджела обнаруживает, что беременна. Кто же отец ребёнка, совсем не входившего в её планы? Карточки, сделанные на память о каждом её любовнике, помогут дать ответ на вопрос отцовства. Её лучший друг-гей, Габриэль Луго, поддерживает беззаботный стиль жизни Анджелы и даже предлагает подумать о кардинальном решении вопроса, в то время как консервативная сестра Джульета считает, что девушка должна выйти замуж за отца ребёнка, и наконец остепениться. Девушка в растерянности, но с осознанием чуда новой жизни меняет привычки, и теперь полна решимости найти таинственного мужчину, из-за которого её жизнь вот-вот изменится раз и навсегда. Так ли уж беззаботна жизнь Габриэля, и насколько счастлива Джульетта? Да и собственный отец повстречал молоденькую красотку. Окружение Анджелы то ещё. Найдётся ли отец ребёнка, кто им окажется, и как изменится жизнь героев после рождения малыша?

## В ролях
- Карин Анна Чонг — Анджела
- Линн Чен — Джульет
- Уилсон Крус — Габриэль
- Рэин Джеймсон (Rane Jameson) — Лоуренс
- Рэндалл Парк — Карлтон
- Арчи Као — Джефферсон
- Джеймс Шигета — Чарльз Янг
- Стэйси Риппи — Бэки
- Крис Зилка — Мистер Горячий парень
- Джайра Валенти — Девушка в баре
- Брайан Янг — Владелец ресторана
- Элизабет Сунг — Миссис Ли
- Дана Ли — Мистер Ли
- Диана Геттинджер — Барменша
- Келли Ниеналтовски — Беременная женщина

## Музыка
В фильме звучали песни:
- «Don’t Cry» — Gregory Farr
- «Better Off» — Gregory Farr
- «Get By» — Gregory Farr
- «Wanna Go Down» — Jane Fontana
- «Teach Me» — Bo Han Yang
- «Lover to Be» — Alex Fox
- «California Love» — Jessica Burks
- «Dying Unaware» — Big Phony
- «Last Day of the Season» — Big Phony
- «Fix Or Providence» — Big Phony
- «Mind Eraser (Rhythm Club Mix)» — DJ Heavygrinder and Zelma Davis
- «Crazy F*cked Up Bitch» — The Fabulous Miss Wendy
- «I Like Boys» — The Fabulous Miss Wendy
- «Carnival Junkie» — Cindy Alexander
- «Eyes Never Lie» — Far East Movement featuring Mary Jane
- «AAAYYY» — Grown Mo
- «Samba de BF» — Reona Okada and Steven Pranoto
- «True Love (Never Ends)» — Jeff Paris
- «How Perfect» — PaperDoll
- «Beautiful Face» — PaperDoll
- «Make Her Mind» — Prophet and Forrest
- «You Surround Me» — Christopher Kai
- «Suicide Machine Dance Remix» — Méchant
- «Stay Awhile» — Margot Blanche
- «Pregnancy Dress Store» — Aldo Velasco